# Anomala goergeni
Anomala goergeni är en skalbaggsart som beskrevs av Limbourg 2005. Anomala goergeni ingår i släktet Anomala och familjen Rutelidae. Inga underarter finns listade i Catalogue of Life.